# 岡村長之助
岡村 長之助（おかむら ちょうのすけ、1901年6月2日 - 1990年代頃?）は、日本の古生物（化石）研究者、医師。愛知医科大学（名古屋大学の前身）卒。
市井の化石研究家であり、岡村化石研究所を主宰していた。本業は内科医師。病院と研究所は名古屋市にあった。

## 研究業績
岩手県大船渡市から出土した石灰岩より、4億年前の1mmに満たないミニ人類、あらゆる種類の動物及び工芸品等の微化石を発見し、独自の進化論に昇華させた。1970年代から1980年代には古生物学会において数度の発表を行うとともに、国内外の多数の大学に論文を寄贈した（B5判の薄い研究論文の冊子。地質学研究室が設置されている大学の研究室・図書館に保存されていることがある）。岡村は研究成果を『人類および全脊椎動物誕生の地－日本』として、1983年に自費出版した。その後、1996年にイグ・ノーベル賞（生物多様性賞）を受賞して、世間に知られるようになった。
はじめに発見したのは、北上山脈にあるシルル紀の地層から発掘された9.2mmほどのアヒルの化石だった。その後に見つかったあらゆる種類のミニ生物を現生の生物の祖先であると考え、現代人の350分の一ほどの身長のミニ原人は、様々な道具を使いこなし、様々な偶像を祀る多神教であったと岡村は提唱した。

## 古生物学会の反応
日本古生物学会では、事前に題名を登録するだけで発表が可能であったが、岡村の発表後には提出方法が改められ、論旨を付すことが必須事項とされた。横浜国立大学教授、鹿間時夫は岡村の発表を古生物学会で聞いて激怒し死期を早めた、という信憑性の低い噂もあるという。

## その他
と学会の出版プロデュース企画として藤倉珊と唐沢俊一が『人類および全脊椎動物誕生の地－日本』を商業出版しようと考え、出版社に売り込んだことがあるが、実現しなかったという。

## 著書
- 『人類および全脊椎動物誕生の地－日本』岡村化石研究所、1983年4月15日。NDLJP:9671977。